# NGC 4586
NGC 4586 este o galaxie spirală situată în constelația Fecioara. A fost descoperită în 1786 de către William Herschel. Se află la o distanță de 14,32 megaparseci de Pământ.